# Beatrice Sola
Beatrice Sola (* 11. Februar 2002 in Trient) ist eine italienische Skirennläuferin. Sie ist auf die technischen Disziplinen Riesenslalom und Slalom spezialisiert.

## Karriere
Sola stammt aus dem Trient. Das Skifahren erlernte sie auf dem Monte Bondone, dem Hausberg der Stadt. Ihr internationales Renndebüt gab sie am 30. November 2019 bei einem Juniorenrennen am Kreuzbergpass. Ihr erstes internationales Großereignis bestritt sie 2 Jahre später beim Europäischen Olympischen Winter-Jugendfestival im finnischen Vuokatti. Dort gewann sie mit der Mannschaft die Silbermedaille. Im Jahr darauf trat sie erstmals bei einer Juniorenweltmeisterschaft an, in Panorama belegte sie mit der Mannschaft den 6. Rang, als beste Platzierung in einem Einzelrennen erreichte sie Platz 8 im Slalom. 
Am 11. Dezember 2022 gab Sola beim Slalom von Sestriere ihr Weltcupdebüt, wobei sie die Qualifikation für den zweiten Durchgang verpasste. 
In der Europacupsaison 2022/23 konnte sich Sola im Spitzenfeld etablieren. Beim Saisonhöhepunkt, den Juniorenweltmeisterschaften in St. Anton konnte sie erneut Medaillen gewinnen. Sie gewann Bronze in der erstmals ausgetragenen Alpinen Team Kombination, zusammen mit Alice Calaba, ebenso wie im Slalom. Aufgrund dieser Leistungen wurde Sola für die Weltmeisterschaften in Courchevel/Méribel nominiert. Dort erreichte sie den 8. Platz mit der Mannschaft sowie Rang 30 im Slalom. Die Europacupwertung im Slalom beendete sie auf dem zweiten Platz, so dass sie für die Weltcupsaison 2023/24 einen Startplatz außerhalb des Nationenkontingents erhielt.   

## Erfolge

### Weltmeisterschaften
- Courchevel/Méribel 2023: 8. Mannschaft, 30. Slalom, DNF Riesenslalom

### Juniorenweltmeisterschaften
- Panorama 2022: 6. Mannschaft, 8. Slalom, 19. Riesenslalom, DNF Super-G, DNF Alpine Kombination
- St. Anton 2023: 3. Slalom, 3. Alpine Team Kombination, DNF Riesenslalom
- Haute Savoie 2024: 5. Slalom, 15. Riesenslalom, DNF Alpine Team Kombination

### Europacup
- Saison 2022/23: 2. Slalomwertung, 6. Gesamtwertung, 7. Riesenslalomwertung
- 10 Platzierungen unter den besten 5, davon 2 Podestplätze

### South American Cup
- Saison 2023: 2. Slalomwertung, 14. Gesamtwertung
- 2 Podestplätze, davon ein Sieg

| Datum              | Ort          | Land        | Disziplin |
| ------------------ | ------------ | ----------- | --------- |
| 14. September 2023 | Cerro Castor | Argentinien | Slalom    |

### Europäisches Olympisches Winter-Jugendfestival
- Vuokatti 2021: 2. Mannschaft, 5. Slalom, 9. Parallelslalom

### Weitere Erfolge
- 4 Siege bei FIS-Rennen
- Italienische Vizemeisterin in der Alpinen Kombination (2023)